# Yemi
Dennis Solander Sule, mer känd under artistnamnet Yemi, är en svensk rappare, sångare, artist och musikproducent.
Yemi började under det tidiga 2010-talet att släppa musik tillsammans med kollektivet Basgränd Crew (stiliserat som Ba$gränd), som förutom honom själv bestod av bland andra Alexius, Jonas Spark, Teo Sweden och Busu. Under decenniets senare halva har Busu, Yemi och Teo Sweden utgjort kollektivet Europagang, som samarbetar frekvent.
Yemi släppte sitt debutalbum Neostockholm 2016, ett projekt vars kombination av modern cloud rap och 1990-talets eurodance hyllades av flera svenska musikkritiker. 2019 kom uppföljaren Rave.
Yemi har utöver sin egen musik medverkat på bland annat BENNETTs debutalbum OCH DU HETER? och producerat flera låtar på Silvana Imams album Helig Moder. Han har även regisserat kortfilmen Duell, beskriven som "en film om identitetssökande och avsaknad av representation".

## Diskografi

### Studioalbum
- Neostockholm (2016)
- Rave (2019)
- Heartmusic (2021)

### EP
- Neoyemi Vol. 1 (2017)

### Singlar (urval)
- Netflix (2013)
- Plan (2013)
- PIPPIxLNGSTRMP (2013)
- Don Corleone-skit (2013)
- P.A.C.K.A.D (ft. Öris) (2013)
- Osynlighetsmantel (ft. Gud) (2014)
- Svart Europé (2015)
- Update (2018)
- Vi (2018)
- Surely (2020)
- Sunshower (2020)
- Damage (2021)
- U Bad (2021)

### Mixtapes
- Halvfärdig Himmel (2011)
- GVDSKOMPLEX (med Ba$gränd) (2014)